# (5565) Ukyounodaibu
(5565) Ukyounodaibu (1991 VN2) – planetoida z pasa głównego asteroid okrążająca Słońce w ciągu 4,71 lat w średniej odległości 2,81 j.a. Odkryta 10 listopada 1991 roku. Jej nazwa pochodzi od japońskiej poetki Kenreimon-in Ukyō no Daibu.